# Helicia australasica
Espèce
Statut de conservation UICN

 LC  : Préoccupation mineure
Helicia australasica est une espèce de plante à fleurs du genre Helicia et de la famille des Proteaceae.
C'est un arbre originaire de Papouasie-Nouvelle-Guinée et du Queensland en Australie.